# Урдай Касерес, Энри
Энри Урдай Касерес (исп. Henry Urday Cáceres; род. 5 июля 1967, Лима) — перуанский шахматист, гроссмейстер (1992).
Чемпион Перу 1987 и 1999 гг.
В составе сборной Перу участник семи шахматных олимпиад (1986—1998).

## Изменения рейтинга
| Графики недоступны из-за технических проблем. См. информацию на Фабрикаторе и на mediawiki.org. |